# Vrbica (Zaječar)
Pour les articles homonymes, voir Vrbica.
Vrbica (en serbe cyrillique : Врбица) est un village de Serbie situé sur le territoire de la ville de Zaječar, district de Zaječar, dans l'Est du pays. Au recensement de 2011, il comptait 194 habitants.

## Démographie
| 1948  | 1953  | 1961  | 1971 | 1981 | 1991 | 2002 | 2011 |
| ----- | ----- | ----- | ---- | ---- | ---- | ---- | ---- |
| 1 155 | 1 103 | 1 014 | 769  | 561  | 444  | 313  | 194  |

|  |